# Katja Weitzenböck
Katja Weitzenböck (n. 10 iunie 1967, Tokio) este o actriță austriacă care trăiește în Germania.

## Date biografice
Katja s-a născut și copilărit în Tokio, ea este fiica a doi ingineri din Erlangen. După bacalaureat ea a dorit ca să  lucreze câștige bani pentru strudiu, pe o fermă de vite în Australia. În loc de aceasta ea a devenit un fotomodel apreciat pe plan internațional, lucrând la casele de modă Eileen Ford și Ford Models, în New York. Katja Weitzenböck între timp termină cursurile de dramaturgie în Paris la F.A.C.T. (Franco-Americaine-Cinema Theatre). Între anii 1991 - 1993 a urmat un curs pentru dans la Schola Cantorum Paris. Va primi ulterior în Franța și Germania, diferite roluri în piese de teatru. Printre rolurile principale TV jucate de Katja se numără: "Shalom, meine Liebe" (ARD), Jean-Jacques Kahns "Chacun son Tour" (FRANCE 2 Paris), Axel de Roches "Der Mörder in meinem Haus" (SAT.1), Gabriel Baryllis "Seitensprung in den Tod" (SAT.1), Bernhard Stephans "Ein Mann für gewissen Sekunden" (ZDF) și "Die Täuschung" (ZDF, Regie: M. Steinke). Katja Weitzenböck vorbește cursiv engleza, franceza, germana și italiana.

## Filme TV (selectate)
- 2010   Rosamunde Pilcher: "Herzensfragen", Regie: Stefan Bartmann
- 2010   "Das Traumschiff" (Episode: Panama), Regie: K. Meeder
- 2009   „Alle Zeit der Welt“, Regie: Andrea Katzenberger
- 2009   „Meine verrückte Familie“, Regie: Christiane Balthasar
- 2009   „Der Bergdoktor“ - Serienspecial, Regie: Axel de Roche
- 2008	„Tod aus der Tiefe“, Regie: Hans Horn
- 2007 	"Die Blüten der Sehnsucht" Regie: M. Karen
- 2007 	"Zeit, die man Leben nennt", Regie: Sharon von Wietersheim
- 2007 	"Sommerwellen", Regie: Dieter Kehler
- 2007 	„Einmal Toskana und zurück“, Regie: Imogen Kimmel
- 2006 	"Der Alte - Mord ist keine Lösung", Regie: H. Griesmayer
- 2006 	"Fürchte Dich nicht", Regie: C. Balthasar
- 2006 	"Stolberg", Regie: P. Keglevic
- 2006 	"Die Zeit, die man Leben nennt", Regie: S. von Wietersheim
- 2005 	"Die Täuschung", Regie: M. Steinke
- 2005 	"In den Netzen der Liebe", Regie: J. Delbridge
- 2005 	"Jenseits des Ozeans", Regie: S. Bartmann
- 2005 	"Liebe auf den dritten Blick", Regie: H. Metzger
- 2004 	"Die Albertis", Regie: M. Tiefenbacher
- 2004 	"Der letzte Zeuge - Die Frau ohne Gewissen", Regie: B. Stephan
- 2003 	"Inspektor Rolle: Tod eines Models", Regie: Z.Spirandelli
- 2003 	"Tatort - Mietsache", Regie: D. Helfer
- 2003 	"Amundsen, der Pinguin", Regie: St. Manuel
- 2003 	"Die Albertis", Regie: M. Tiefenbacher
- 2003 	"Die Farben der Liebe", Regie: Z. Spirandelli
- 2003 	"Stimmen II", Regie: R. Matsutani
- 2003 	"Erbin mit Herz", Regie: H. Barthel
- 2002 	"Liebe zartbitter", Regie: M. Kreihsl
- 2001 	"Club der Träume - Yucatan", Regie: B. Kürten
- 2001 	"Edel & Starck - Ein ganz normaler Stier", Rolle: U. Zrenner
- 2001 	"Der Ermittler - Der letzte Aufruf", Regie: P. Fratzscher
- 2001 	"Schneemann sucht Schneefrau", Regie: M. Serafini
- 2000 	"Siska - Laufsteg ins Verderben", Regie: V. Glowna
- 2000 	"Der letzte Zeuge - Drei Tage und eine Nacht", Regie: B. Stephan
- 2000 	"Tattoo", Regie: C. Faudon
- 1999 	"Tatort - Fluch des Bernsteinzimmers", Regie: H.-W. Honert
- 1999 	"Das Schloß meines Vaters", Regie: K. Hattop
- 1999 	"Der Paradiesvogel" (2-Teiler), Regie: P. Deutsch
- 1999 	"Der Mörder in Dir", Regie: P. Patzak
- 1998 	"Ein Mann für alle Fälle - Ein ganz gewöhnlicher Totschlag", Regie: E. Keusch
- 1998 	"Ein Mann für gewisse Sekunden", Regie: B.Stephan
- 1998 	"Amor", Regie: H. Barthel
- 1998 	"Die Cleveren - Die Jagd", Regie: A. de Roche
- 1997 	"Shalom, meine Liebe" (2-Teiler), Regie: J. Rödl
- 1997 	"Tatort - Bluthunde", Regie: P. Schulze-Rohr
- 1997 	"Chacun son Tour" (F), Regie: J.-J. Kahn
- 1997 	"Der Mörder in meinem Haus", Regie: A. de Roche
- 1996 	"Seitensprung in den Tod", Regie: G. Barylli
- 1996 	"Alles außer Mord - Blondes Gift", Regie: M. Rowitz
- 1995 – 1997 „Stadtklinik“, Regie: R. Klingenfuss, M. Novack
- 1995 	"Stockinger - Tod in Bad Gastein", Regie: B. Fürneisen
- 1994 	"Novacek - La Star de Babelsberg", Regie: P. Goedel
- 1992 	"Le Bonheur est dans les Près", Regie: J. Larmoyer

## Filme cinematografice (selectate)
- 2004   "Mutterseelenallein", Regie: B. Böhlich
- 2001 	"Gebürtig", Regie: R. Schindel, L. Stepanik
- 1995 	"Der Steuermann" (Kurzfilm), Regie: S. Schneider
- 1994 	"Un Indien dans la ville" (F), Regie: H. Palud
- 1992 	"Toxic Affair" (F), Regie: P. Esposito
- 1992 	"Les Visiteurs" (F), Regie: J.-M. Poiré